# Han (concept)
Han, ou haan, est un concept coréen. Il désigne une forme d'émotion, principalement de chagrin ou de ressentiment. Il est tantôt considéré comme un élément essentiel de l'identité coréenne, tantôt comme une construction moderne et post-coloniale.
Bien que littérature et musique traditionnelles coréennes soient en majorité joyeuses et humoristiques, les plus anciennes formes de han se retrouvent  dans chants, poèmes et récits traditionnels coréens. Un exemple de han comme expression collective fut observé par les Occidentaux en 1907, mais une culture nationale du han n'existait pas en Corée. Le concept contemporain de han, qui constitue une caractéristique nationale du peuple coréen, est un phénomène moderne qui trouve son origine pendant l'occupation japonaise de la Corée à partir des stéréotypes coloniaux japonais et de la caractérisation de l'art et de la culture coréens comme « douloureux » dans l'œuvre de Yanagi Sōetsu et sa théorie de la « beauté de la douleur ». L'idée que le han est une caractéristique spécifiquement coréenne fut adoptée et popularisée par les Coréens au vingtième siècle.
Un aspect du han actuel est la perte d'identité. Han est le plus souvent associé aux familles séparées pendant la guerre de Corée. Les nouvelles générations de Coréens héritent du han du fait de la division de la Corée. Le Han est représenté dans de nombreux aspects de la culture coréenne moderne, comme le cinéma et le pansori contemporain.

## Définitions et caractéristiques
Définitions et caractéristiques du han sont subjectives. Selon le Translation Journal, pour expliquer la recherche de traduction du coréen vers l'anglais, « Han est souvent traduit par dépit, rancœur, regret, ressentiment ou chagrin, parmi de nombreuses autres tentatives pour expliquer un concept qui n'a pas d'équivalent en anglais . La romancière Pak Kyongni décrit le han à la fois comme une tristesse mêlée d'espoir. Le réalisateur Im Kwon-Taek, dont beaucoup de films traitent du han, déclare que les Coréens ont des interprétations différentes du han .
Joshua D. Pilzer définit ainsi le han : « Un groupe émotionnel complexe souvent traduit par « chagrin plein de ressentiment ». Il est considéré par beaucoup comme essentiellement coréen, et par beaucoup d'autres comme le produit d'efforts post-coloniaux modernes pour créer une essence « coréenne » . » Il existe plusieurs définitions du han, d'une part, des conceptions plutôt essentialistes : 
Kim Yol-kyu définit le han comme « le traumatisme collectif et le souvenir des souffrances imposées [au peuple coréen] au nom de l'oppression au cours des cinq mille ans d'histoire de la nation  ». Kim reconnaît le caractère ambigu du han . Kim Yol-kyu fournit des exemples de récits, de poèmes et de chants dans lesquels une certaine forme de han est représentée . Le théologien minjung Suh Nam-dong décrit le han comme  « une émotion de ressentiment non résolue contre les injustices subies, un sentiment d'impuissance, un sentiment de douleur aiguë dans les entrailles, faisant se tordre et se tortiller tout le corps, et une envie obstinée de se venger et de réparer le tort, tout cela mis ensemble». Jon Huer décrit le han comme un sentiment générationnel d'avoir été lésé par un agent supérieur, comme le destin ou le gouvernement ; il lie le han accumulé en Corée à une longue histoire de souffrance d'invasion, de pauvreté et d'indifférence internationale, qui cause son ampleur . Enfin, selon John M. Glionna, le han est « intensément personnel, mais porté collectivement, un flambeau national, un signe de souffrance tempéré par un sentiment de résilience ».
D'autres théoriciens attribuent au han une portée moderne : 
Michael D. Shin décrit le han : «En fait, c'est moderne. C'est un terme qui capture quelque chose de l'expérience moderne des Coréens». Shin affirme que définir le han en termes d'émotions est hautement subjectif ; presque toutes les émotions négatives pouvant être appelées «han ». Il soutient que l'aspect central du han est la perte d'identité et définit le han comme « le complexe d'émotions résultant de la perte traumatique de l'identité collective ». Ce terme est le plus souvent associé aux familles divisées, les familles séparées pendant la guerre de Corée. Selon Shin, tous les Coréens peuvent ressentir le han, ou un « sentiment constant de ne pas être complet », faute d'identité collective en raison de la  partition de la Corée. De plus, les nouvelles générations de Coréens en héritent parce qu'elles ont grandi dans un pays divisé. Sandra So Hee Chi Kim soutient que l'emploi actuel du mot han en coréen est « une traduction postcoloniale d'une construction coloniale japonaise  ».Des manifestations similaires de han existent dans d'autres langues et cultures asiatiques, mais il a acquis une connotation ethnonationaliste et essentialistes en Corée. Enfin, selon Joshua D. Pilzer, le han en tant que caractéristique nationale est récent et découle de « la recherche moderne d'essences nationales par les Coréens dans le sillage du colonialisme et au milieu du développement capitaliste autoritaire et de la division nationale  ».

## Histoire

### LeHandans la Corée prémoderne
Le terme Han est absent du premier dictionnaire coréen-anglais, publié par James S. Gale en 1897, et n'est que peu présent dans la littérature coréenne classique  . Selon Michael D. Shin, « En réalité, la littérature coréenne classique est pleine de joie, de satire et d'humour, des choses que vous n'associez pas à han . Han est une partie très petite et mineure de la littérature coréenne classique.» Selon Go Misuk, le han dans la littérature coréenne classique, rare à l'origine, prend de l'importance au début du vingtième siècle. Les récits coréens traditionnels ont presque toujours une fin heureuse.
Selon Kim Yol-kyu, les Coréens utilisaient l'humour comme moyen de soulager le han refoulé, c'est pourquoi le han est toujours accompagné d'humour dans la musique folklorique et le pansori . Toutes les épopées pansori qui nous sont parvenues ont une fin heureuse .
Selon Michael D. Shin, une expression collective de han fut observée par des missionnaires occidentaux lors du grand réveil de Pyongyang de 1907. William Blair, missionnaire, décrivit ce réveil : « Commença alors une réunion comme je n'en avais jamais vue auparavant, et que je ne souhaite revoir à moins que cela ne soit absolument nécessaire aux yeux de Dieu. Chaque péché qu'un être humain peut commettre a été publiquement confessé cette nuit-là. » Lord William Cecil observa : « [Le missionnaire] avait à peine dit « Mon Père » que, avec précipitation, une puissance de l'extérieur sembla s'emparer de la Dréunion. Les Européens qualifièrent ces manifestations de terrifiantes. Presque tout le monde présent fut saisi du sentiment le plus poignant d'angoisse mentale ; devant chacun ses propres péchés semblaient s'élever en condamnation de sa vie.» Shin qualifie ce dont ils furent témoins de forme très brute de han. Selon lui, la façon « maladroite » et « terrifiante » dont le han s'exprima peut montrer qu'une culture de han n'existait pas à cette époque  . D'après William Blair, c'était une effusion du Saint-Esprit .

### Handans la Corée moderne

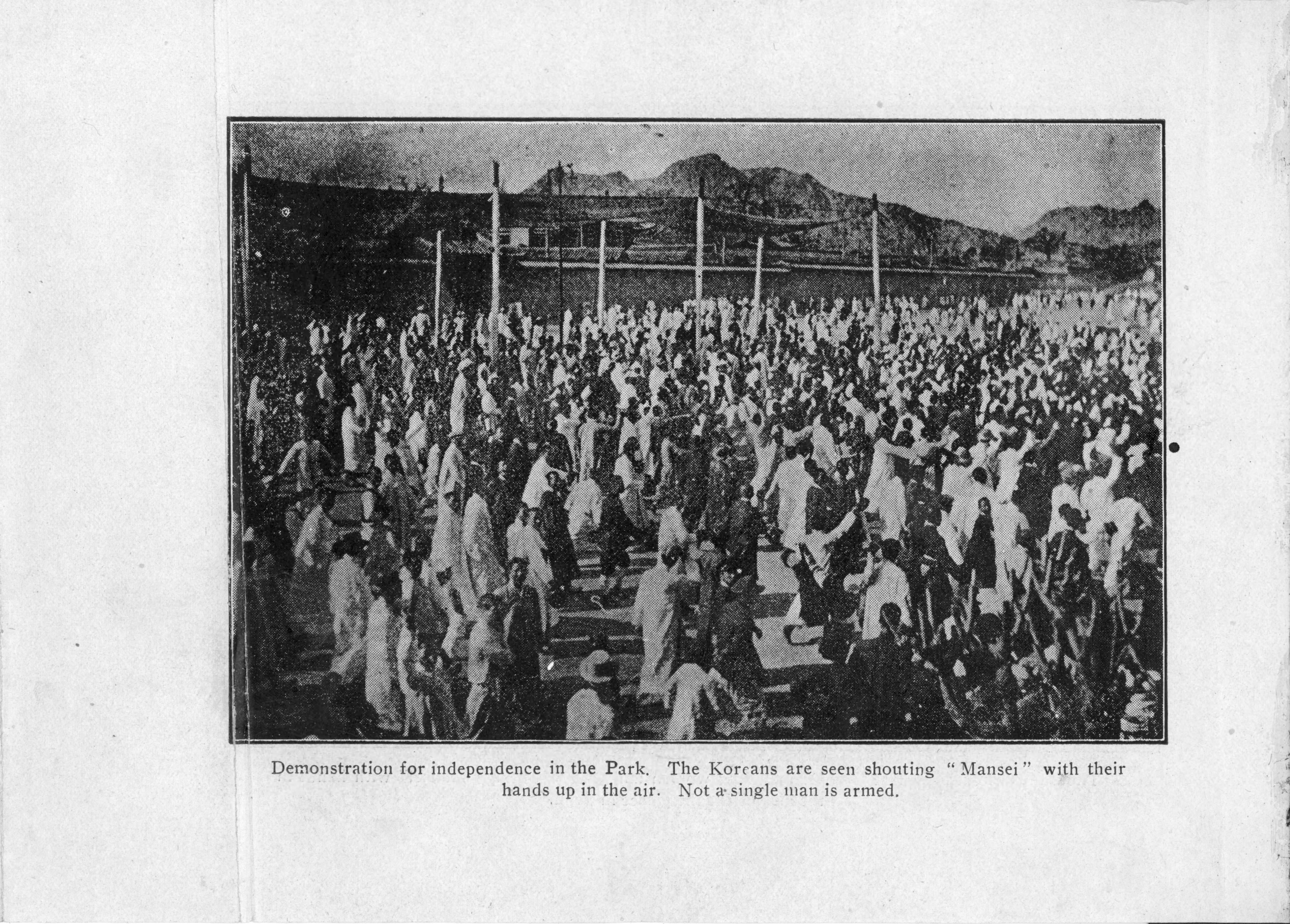
Le Mouvement du premier mars, auquel environ 2 000 000 de Coréens ont participé à plus de 1 500 manifestations, inspira Yanaqi Soetsu dans son écriture d'une beauté de la douleur.

D'après Sandra So Hee Chi Kim, la caractéristique coréenne du han n'existait pas en Corée pré-moderne : c'est une construction  imposée aux Coréens pendant la  période de colonisation japonaise. Une forme brute et collective du han fut observée en 1907, mais une culture nationale du han n'existait pas en Corée .
Le concept de han, en tant que caractéristique nationale, est issu de la théorie de Yanagi Sōetsu au sujet de la « beauté de la douleur » (悲哀の美) et des stéréotypes coloniaux japonais de la Corée et de son peuple  ,,, . Après le mouvement du premier mars, un mouvement d'indépendance qui s'est terminé par la mort d'environ 7 000 Coréens causée par la police et de l'armée japonaises , le critique d'art japonais Yanagi Sōetsu rédige des articles en 1919 et 1920, exprimant sa sympathie pour le peuple coréen et son appréciation son art . Dans son article de 1920, Yanagi déclare : « La longue, dure et douloureuse histoire de la Corée s'exprime dans la solitude cachée et la tristesse de leur art. Il a toujours une beauté triste et une solitude qui vous fait pleurer. Quand je le regarde, je ne peux pas contrôler l'émotion qui remplit mon cœur. Où d'autre puis-je trouver une telle beauté de la tristesse ».
Au Japon impérial, la Corée est souvent caractérisée comme triste et stagnante  , le caractère stagnant est aussi attribué à la Corée par beaucoup d'historiens japonais . Pour justifier la colonisation de la Corée, les Japonais propagent une image des Coréens comme un peuple inférieur, non civilisé, incapable d'être indépendant et enclin à être envahi et opprimé. Les Japonais considéraient la « tristesse » de la Corée comme étant due à « une histoire nationale de désastre incessant » . La conception de Yanagi de la Corée reflète ainsi celle de la politique coloniale japonaise contemporaine. Yanagi déclare que l'histoire coréenne se caractérise par l'instabilité, l'invasion et l'asservissement ; la « tristesse » de l'histoire coréenne se manifestait dans l'art coréen, qui, selon Yanagi, incarnait la « beauté de la douleur » . Yanagi contribue à la naturalisation du colonialisme japonais en Corée.
Le dernier empereur coréen, Sunjong, est associé au han . Après sa mort en 1926, un article indique que sa « vie de han » s'était terminée dans la tristesse. Le Dong-a Ilbo écrit : « La colère, l'amertume et le chagrin accumulés en nous se sont mêlés, et l'on pourrait dire que le décès de l'empereur Yunghui [Sunjong] a touché le cœur du peuple Joseon et a libéré leur tristesse refoulée.» Le Han prend une portée politique parce que la mort de Sunjong symbolise la fin de l'histoire coréenne.
Yanagi Sōetsu, figure influente de la Corée coloniale, est accepté des Coréens contemporain, il chercha à préserver l'art traditionnel de la Corée, organisa des conférences et des concerts de collecte de fonds pour l'aide humanitaire et a pris la défense du peuple coréen et du patrimoine culturel    . Les nationalistes coréens modérés, qui ne voulaient pas être en conflit avec l'autorité japonaise, soutiennent Yanagi et le Dong-a Ilbo le promeut . Yanagi est admiré par des personnalités éminentes dans les domaines de l'histoire, de l'art et des médias, qui eurent une influence sur la formation des concepts coréens modernes d'art traditionnel, d'esthétique et d'histoire  . Le concept de han, fondé sur la « beauté de la douleur », est diffusé par des érudits et des écrivains coréens, poursuivant l'héritage de Yanagi , et s'étend au système éducatif dans son ensemble . Selon Jeong Il-seong, le passage vers l'histoire coréenne moderne, allant de l'occupation japonaise à l'indépendance à la division nationale à la guerre civile à la dictature militaire, conduisit les figures de l'art et de la culture à adopter le concept de han .
L'article de Sandra So Hee Chi Kim sur le han écrit que « le terme han lui-même est apparu comme un concept idéologique important au cours des années 1970» et « certains soutiennent que c'est pendant le régime de Park Chung Hee que l'idée de han s'est transformée d'un sentiment de tristesse et de ressentiment face à une expérience nationale plus large de souffrance et d'injustice implacables ». Le Han fut employé politiquement pour promouvoir « l'unicité coréenne» et la solidarité ethnique-nationale à travers un sentiment de « souffrance partagée». Cette notion acquiert un aspect biologiste  . Cet aspect est apparent dans la description du poète Ko Un, « Nous, les Coréens, sommes nés du ventre de Han et avons grandi dans le ventre de Han  », ainsi que dans le film critique Ahn Byung-Sup, « Han est une caractéristique inhérente au caractère coréen. . . Il devient une partie du sang et du souffle d'une personne». Les théologiens coréens déclarent anachroniquement que le han était un sentiment national dans la Corée prémoderne.
Pendant le régime autoritaire de Park Chung Hee, l'idée du han, et donc du ressentiment et de la souffrance comme caractéristique nationale du peuple coréen put être un appareil d'État pour endoctriner la classe ouvrière. Il s'agit alors de lui faire accepter l'industrialisation rapide et les inégalités économiques . La tristesse en tant que trait coréen inhérent servit un objectif similaire pendant l'occupation japonaise pour naturaliser la souffrance des Coréens colonisés . Sunghee Choi, spécialiste de l'éducation artistique, déclara que son inculcation du han dans l'éducation avait commencé dès l'école primaire .

#### Critique de la «beauté de la douleur»

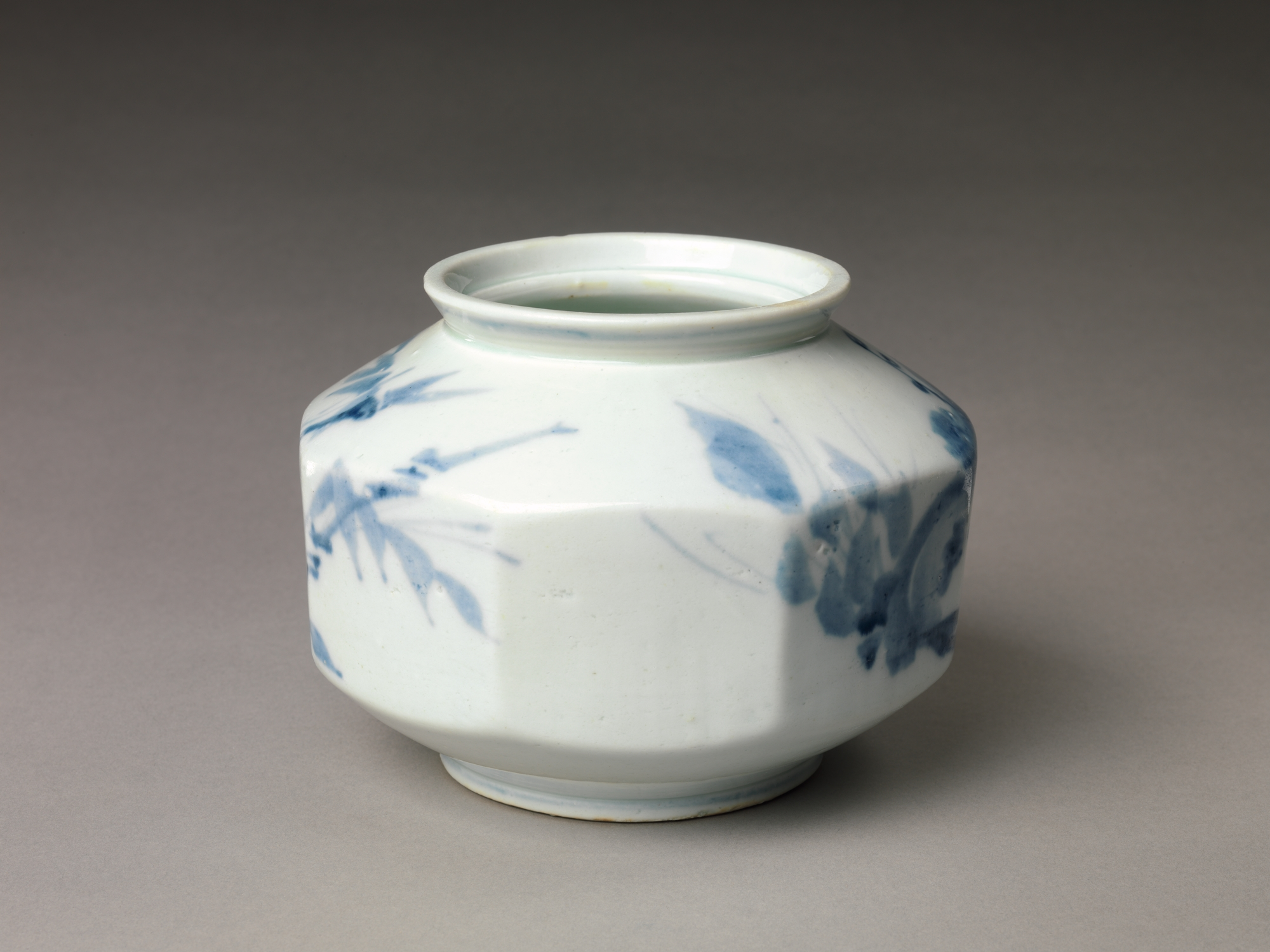
Yanagi Sōetsu considérait la « blancheur » de la porcelaine blanche de la période Joseon, entre autres aspects de la culture coréenne, comme la couleur de la tristesse. Yanagi révise plus tard son point de vue : la porcelaine blanche Joseon émane d'une « foi instinctive dans la nature », et non de la tristesse. Citant des exemples historiques, Kim Talsu soutient que, d'un point de vue coréen, le blanc est la couleur de l'humour et du dynamisme.

La théorie sur la beauté de la douleur de Sōetsu Yanagi fut critiquée en Corée et, plus récemment, au Japon   . Elle put être décrite comme un préjugé, comme impérialiste, orientaliste, sentimental, colonialiste ou sous-théorisé   . L'interprétation de Yanagi de l'histoire et de l'art coréens fut contestée ,. La « beauté de la douleur » fut critiquée par les Coréens dès 1922. En 1974, le poète Choe Harim publia un article influent qui établit « l'esthétique du colonialisme » et a accusé la théorie de Yanagi sur l'impérialisme, le colonialisme, le sentimentalisme et une « interprétation superficielle de l'histoire coréenne » . Choe critiqua le point de vue de Yanagi, selon lequel l'art coréen possède une "beauté de douleur" parce que la Corée a longtemps souffert aux mains de pays étrangers. D'après lui, cette théorie est conforme à la politique japonaise coloniale, qui cherche à inculquer un sentiment de honte et de défaite aux Coréens .
Mark Peterson est en désaccord avec l'opinion selon laquelle la Corée a connu de nombreuses invasions. Cette opinion, selon lui, est un phénomène du vingtième siècle préconisé pendant la période coloniale japonaise. Il soutient qu'au contraire, la Corée a connu très peu d'invasions et a connu de longues périodes de paix et de stabilité . Peterson est aussi en désaccord avec la conception coloniale japonaise de la Corée comme stagnante, inefficace et corrompue . John Duncan s'élève contre l'idée que la Corée a connu des invasions constantes ou que la Corée a une « histoire de souffrance » ( hangeul : 수난의 역사 ), qualifiant ces faits de mythes, et soutient que l'histoire coréenne prémoderne est caractérisée par de très longues périodes de paix. Selon David C. Kang, le récit dominant décrivant l'histoire coréenne comme « l'une des incursions étrangères presque incessantes » est un mème qui a émergé au vingtième siècle .
Mari Nakami écrit que Yanagi ne se prétendait pas expert ou n'avait pas l'intention que sa théorie soit une « observation objective » ou une « étude savante approchée scientifiquement », mais plutôt « une expression du cœur humain ». En outre, Nakami fait valoir que la « beauté de la douleur » n'a pas été la seule perspective de Yanagi sur l'art coréen: Il exprime son admiration et loue l' art coréen, comme le Seokguram,  et estime que l'art japonais est une inspiration de l'art coréen . Yanagi révise sa théorie, passant de la « beauté de la douleur » à la « beauté de la santé », la « beauté du naturel » et la « beauté de l'unité » .
En dépit des critiques reçues, Yanagi Sōetsu fut souvent félicité pour son humanisme et la préservation de l'art traditionnel coréen. En 1984, il reçoit à titre posthume l' Ordre du mérite culturel Bogwan, le premier à être décerné à un non-coréen .

## Proverbes
Le gel peut tomber même en mai et juin, si une femme garde rancune [ han ]. (La vengeance d'une femme n'a pas de limites. ) 
hangeul : 여자가 한을 품으면 오뉴월에도 서리가 내린다. 
Le Han s'exprime dans de nombreux proverbes coréens, les thèmes centraux étant la féminité, aussi appelée sous le nom de yeohan ( hangeul : 여한 ) et la pauvreté . Selon Kim Yol-kyu, « hangeul : 똥구멍이 찢어지게 가난하다 » (aussi pauvre qu'une souris d'église)  est similaire au han .

## Dans la culture populaire
Han, en tant que thème, s'exprime dans le pansori contemporain. À la fin du XXe siècle, le  "style occidental" triste du pansori dépasse le vigoureux "style oriental" du pansori, que l'on appelle son du han. Toutes les épopées pansori survivantes se terminent bien, mais le pansori contemporain se concentre sur les épreuves et les tribulations des personnages,souvent sans fin heureuse . L'histoire du pansori à la fin du 20e siècle, y compris la canonisation récente du han, suscite de l'inquiétude dans la communauté pansori. 
Dans les médias américains, le han est cité dans Anthony Bourdain : Parts Unknown, « Koreatown, Los Angeles », et The West Wing, « Han ».

## Dans la diaspora coréenne
La chercheuse américano - coréenne Elaine H. Kim écrivit sur le han, le mettant en relation avec émeutes de 1992 à Los Angeles .
Dans des œuvres littéraires coréennes américaines, les Américains d'origine coréenne sont parfois décrits comme l'expérience d'un han « américanisé » ou de deuxième génération .

## Hwabyeong
Selon une étude de 1994, fondée sur des témoignages, l'exposition au han est considérée comme l'une des principales causes du hwabyeong .